# Valiant Hearts: The Great War

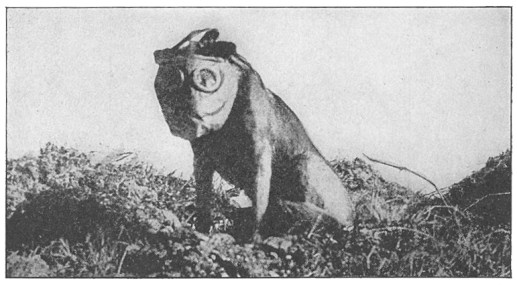
En algunas de las fases del juego el jugador deberá manejar a Walt, un perro de búsqueda y rescate. En la imagen un perro durante la Gran Guerra con una máscara antigás.

Valiant Hearts: The Great War es un videojuego de lógica y aventura desarrollado por Ubisoft Montpellier y publicado por Ubisoft. Inspirado en cartas y hechos ocurridos durante la Primera Guerra Mundial.
El juego usa el motor UbiArt Framework, un motor creado por Ubisoft y previamente usado en los juegos Rayman Origins y su secuela, Rayman Legends, ambos desarrollados también por Ubisoft Montpellier, así como en el juego The Child of Light.

## Argumento

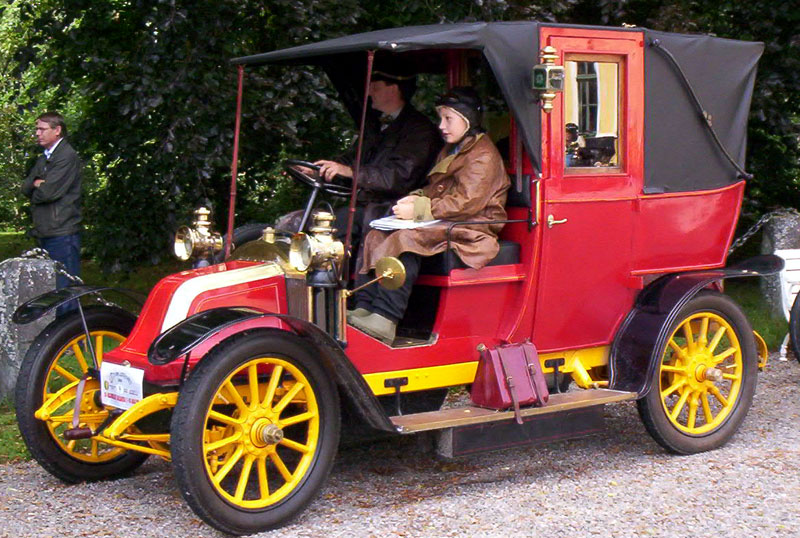
Taxi Renault Type AG de la época, similar al que aparece en el videojuego y utilizados durante la Primera batalla del Marne para transportar al frente a las tropas de reserva francesas.

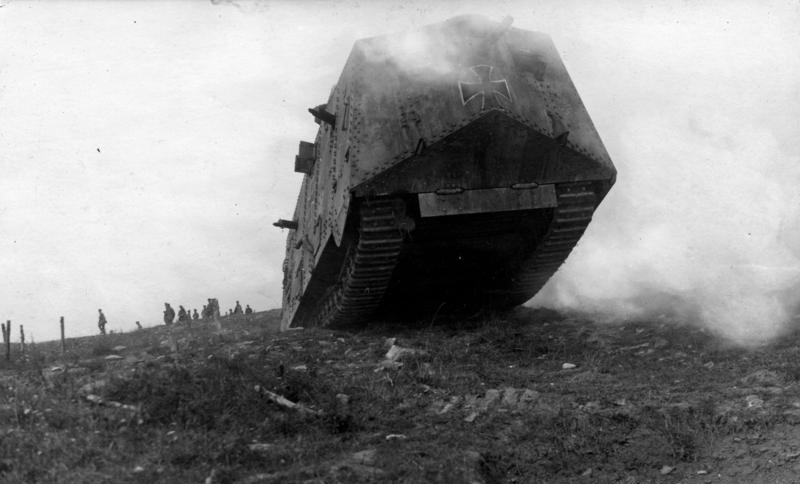
Modelo de tanque alemán Sturmpanzerwagen A7V, uno de los que aparece en el videojuego.

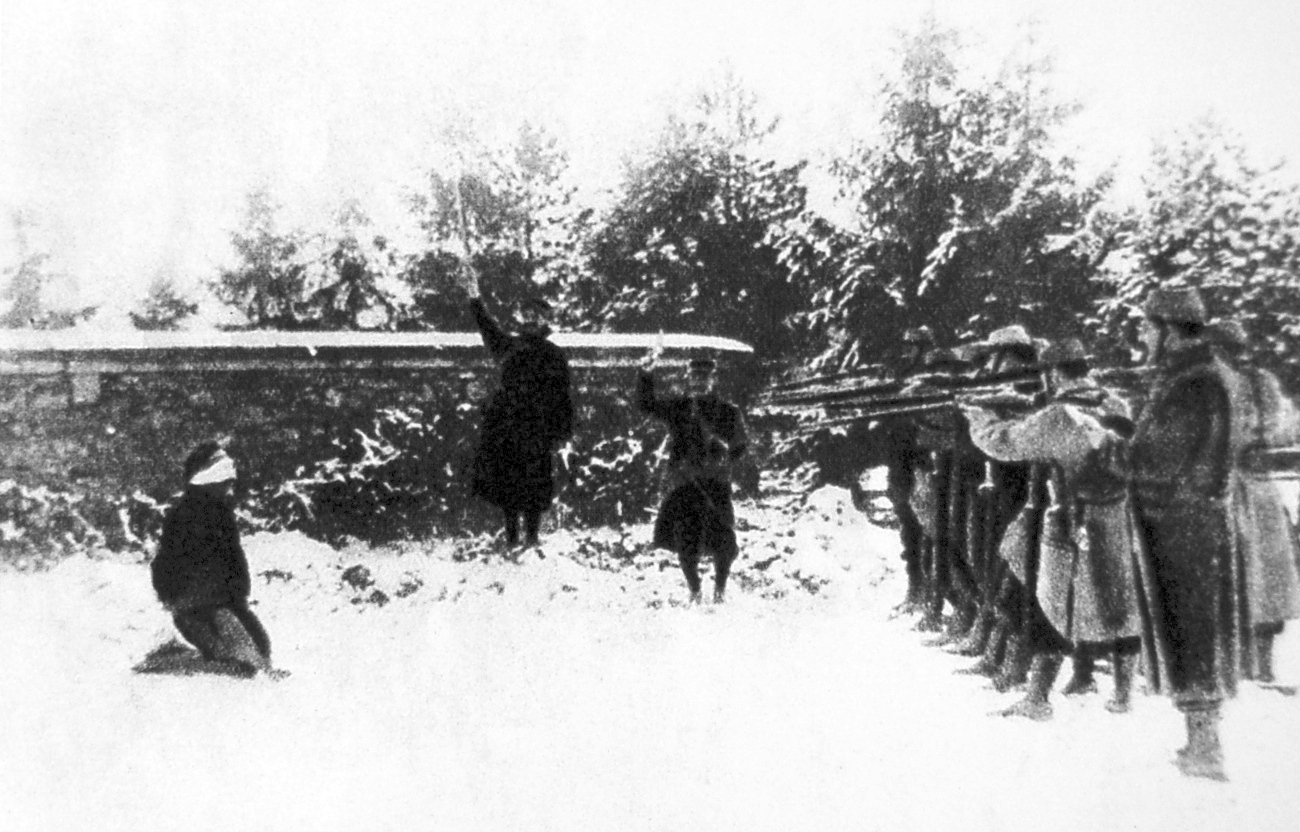
Valiant Hearts recoge los motines de los soldados franceses durante la primavera de 1917 motivados por las inhumanas condiciones de la guerra de trincheras y los masivos asaltos dirigidos por oficiales ineptos que suponían irremediablemente la masacre de los soldados. En la imagen un posible fusilamiento por deserción a cargo de un pelotón del ejército francés.

Valiant Hearts: The Great War comienza con el inicio de la I Guerra Mundial. Francia empieza a deportar a todos los ciudadanos alemanes. Karl es uno de ellos y es forzado a separarse de su esposa Marie y su hijo Victor, siendo alistado en el ejército alemán. El padre de Marie y el suegro de Karl, Emile, es reclutado en el ejército francés.
El 21 de agosto de 1914 Emile tiene su primera batalla donde su unidad es derrotada y él es gravemente herido y capturado. Su captor es el infame barón Von Dorf, que utiliza muchas armas avanzadas, tales como el gas cloro y zepelines para derrotar a sus enemigos. En un giro del destino Karl está sirviendo bajo Von Dorf como uno de sus soldados y reconoce a Emile. Sin embargo, los aliados atacan el campamento de Von Dorf, y Karl se ve obligado a huir con Von Dorf. Emile logra escapar en la confusión y se encuentra con Freddie.
El 22 de abril de 1915 durante la segunda batalla de Ypres Emile y Freddie se pierden durante un bombardeo con gas cloro pero logran escapar gracias a un taxi que circulaba por ahí a toda velocidad conducido por Anna, una estudiante belga que es enfermera de campo de batalla. Anna los ayuda a escapar en un taxi pero son encontrados por un escuadrón de aviones alemanes del que logran escapar. Anna también está siguiendo a Von Dorf ya que ha secuestrado a su padre y le está obligando a desarrollar máquinas de guerra avanzadas para él. Los tres amigos persiguen el zepelín de Von Dorf y se las arreglan para derribarlo. Sin embargo, Von Dorf logra escapar con el padre de Anna en un biplano. Karl sobrevive al accidente y es capturado como prisionero de guerra. 
Mientras Anna acompaña a Karl para asegurarse de que se recupera de sus heridas, Emile y Freddie van a vengarse de Von Dorf y a rescatar al padre de Anna. Ellos asaltan la fortaleza de Fort Douaumont en Verdún donde Von Dorf se esconde y logran capturar su nueva máquina de guerra, un gran tanque blindado, así como rescatan al padre de Anna. Sin embargo, Von Dorf logra escapar de nuevo. Freddie continúa su persecución y finalmente arrincona a Von Dorf durante la batalla del Somme, derrotándolo en una pelea a puñetazos. A pesar de su deseo de venganza, Freddie se da cuenta de que no va a ganar nada matando a Von Dorf, y le perdona la vida. Por sus repetidos fracasos, Von Dorf es depuesto y enviado lejos de las líneas del frente.
Mientras tanto, en un campamento de prisioneros de guerra francés, Karl se entera de que su hijo está enfermo. Decidido a reunirse con su familia, Karl escapa del campamento. Se encuentra con Anna, quien le ayuda a conducir de vuelta a su granja en Saint-Mihiel, pero son capturados por los alemanes.
Karl logra escapar cuando los aliados escenifican otro asalto y alcanzan su granja. Desafortunadamente, él descubre que su granja ha sido bombardeada con gas cloro. Él salva la vida de Marie dándole su máscara de gas, pero sucumbe a este. Al llegar Anna se las arregla para salvar la vida de Karl. Cuando se recupera Karl finalmente se reúne con su esposa e hijo.
Emile es forzado a participar en la sangrienta y suicida Ofensiva de Nivelle. Viendo como irremediablemente los oficiales apremian a los soldados para enviarlos a la muerte, Emile, en un acto de locura ante aquel sinsentido, golpea a un oficial con su pala matándolo involuntariamente y siendo por ello sentenciado a pena de muerte. En su carta final a Marie, Emile expresa su odio por la guerra y espera que ella y su familia puedan encontrar la felicidad. Emile será finalmente ejecutado, y algún tiempo después, Karl y su familia (con el perro Walt) visitarán la tumba de Emile para llorar.
La historia termina en el año 1917, justo cuando Estados Unidos entra en la guerra oficialmente y envía su propio ejército a Europa al frente occidental.